# Климов, Анатолий Яковлевич
Анатолий Яковлевич Климов (2 сентября 1898 — 19 февраля 1970) — советский дипломат и разведчик. Консул СССР во Львове. Кандидат исторических наук (1945).

## Биография
Родился 2 сентября 1898 года. В 1915 году окончил реальное училище в Тюмени (1908—1915), Восточный институт во Владивостоке (1915—1920, с перерывом), восточный отдел Военной академии РККА (1921—1923). Владел английским и китайским языками.
В 1916—1918 — член партии эсеров, находился в нелегальном рабочем кружке при Дальзаводе. Во Владивостоке — член президиума, товарищ председателя, председатель Центрального бюро профсоюзов (декабрь 1918 — апрель 1919), с апреля 1919 находился на нелегальном положении, с августа того же года — в заключении в колчаковской тюрьме (август 1919 — январь 1920).
Секретарь обкома Приморской области во Владивостоке и Чите (сентябрь 1920 — февраль 1921), секретарь Дальневосточного секретариата Коминтерна в Иркутске (февраль — ноябрь 1921), был командирован в полпредства СССР в Пекине для стажировки от Военной академии РККА (июнь 1922 — январь 1923). Заведующий отделом партийной жизни газеты «Красное знамя» во Владивостоке (август 1923 — январь 1925), участник III конгресса Коминтерна (1924).
Разведчик в Китае — военный советник 2-й народной армии, консул в Шанхае и Калгане (январь 1925 — май 1927), 1-й секретарь полпредства СССР в Монголии (май 1927 — декабрь 1929).
Работал и учился в Международном аграрном институте и Институте красной профессуры, секретарь Тихоокеанского секретариата профсоюзов во Владивостоке под фамилией Арвис (январь 1930 — октябрь 1931).
В распоряжении РУ штаба РККА, в заграничной командировке (октябрь 1931 — октябрь 1932), помощник начальника 2-го (агентурного) отдела (октябрь 1932 — октябрь 1933), в распоряжении этого же управления.
Ответственный референт по Монголии и Туве в 2-м восточно-политическом отделе НКИД СССР (октябрь 1933 — июль 1935), директор конторы Совсинторга в Кашгаре, Западный Китай (июль 1935 — февраль 1937), консул СССР во Львове (февраль 1937 — февраль 1939).
Инструктор Главного управления учебных заведений (февраль 1939 — сентябрь 1941), старший научный сотрудник Тихоокеанского института АН СССР (сентябрь 1941 — август 1947), старший преподаватель Института востоковедения в Москве (сентябрь 1947 — май 1948).
Репрессирован в мае 1948 года. Находился в заключении, 04.12.1948 приговорен к восьми годам ИТЛ. Освобожден 15 июня 1954 года досрочно, в связи с прекращением дела за недостаточностью доказательств. Реабилитирован.
С февраля 1955 — персональный пенсионер.